# Hepsidera
Hepsidera (лат.) — род совок из подсемейства совок-пядениц.

## Описание
У самцов усики длинные. Щупики, обычно, загибаются назад и достигают середины груди. Передние ноги плотно покрыты чешуйками. Самки найдены только у вида Hepsidera deletaria

## Систематика
До 2008 года представители рода рассматривались в составе рода Alelimma. У этого рода короткие не изогнутые щупики, а передние ноги в более редких чешуйках. В состав рода включают три вида:
- Hepsidera deletaria (Hampson, 1895)
- Hepsidera ferruginea  Holloway, 2008
- Hepsidera lignea Swinhoe, 1902

## Распространение
Представители рода встречаются в Индии (штат Сикким), полуострове Малакка, Суматре и Калимантане.